# 尖叶瓜馥木
尖叶瓜馥木（学名：Fissistigma acuminatissimum）为番荔枝科瓜馥木属的植物。分布于越南以及中国大陆的云南等地，生长于海拔1,800米的地区，常生长在山地林中，目前尚未由人工引种栽培。

## 别名
火绳树（云南屏边）